# Winznau
Winznau é uma comuna da Suíça, no Cantão Soleura, com cerca de 1.673 habitantes. Estende-se por uma área de 4,00 km², de densidade populacional de 418 hab/km². Confina com as seguintes comunas: Dulliken, Lostorf, Obergösgen, Olten, Trimbach.
A língua oficial nesta comuna é o Alemão.

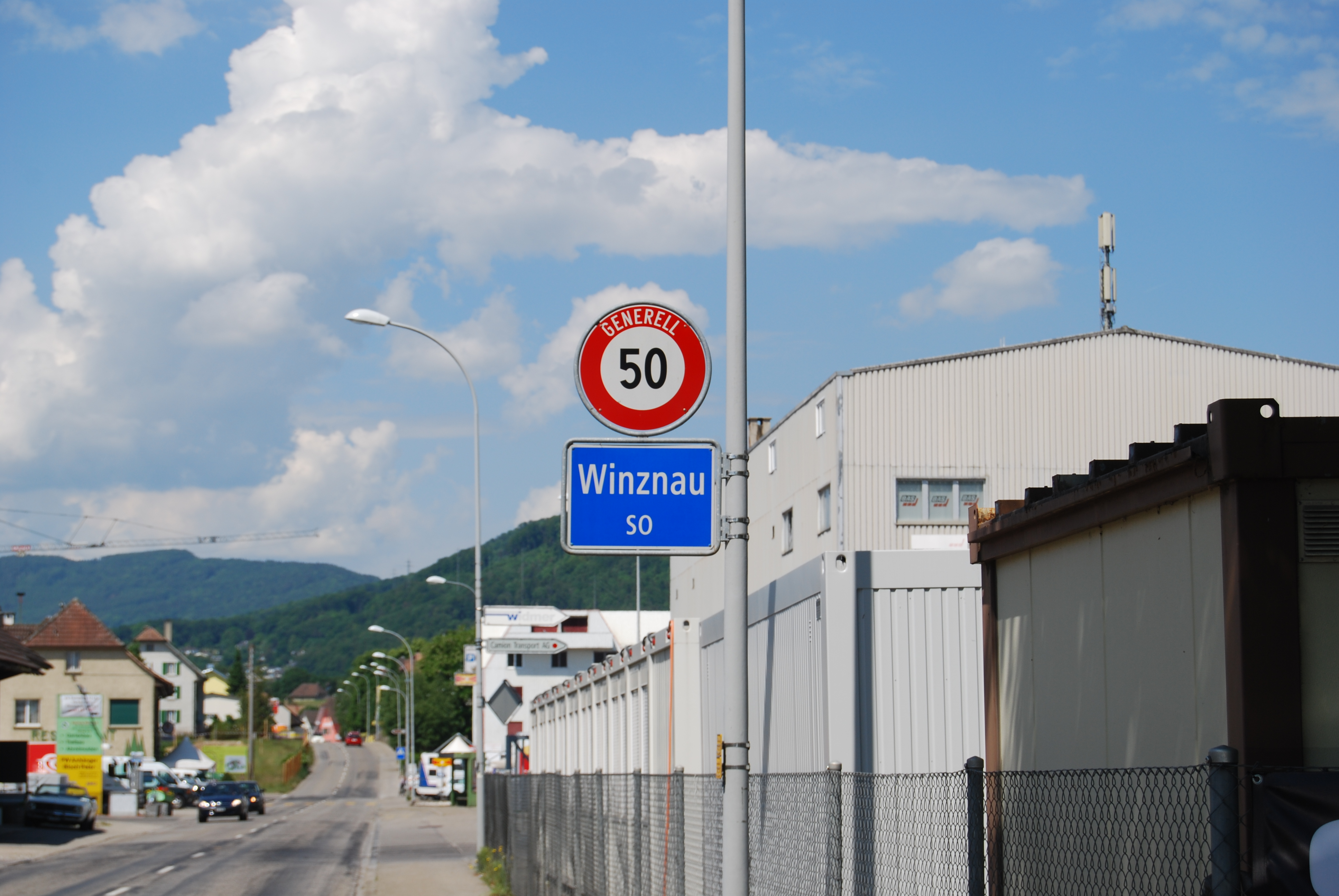
Winznau.